# Isabel de Saboya-Carignano
Isabel de Saboya-Carignano (París, 13 de abril de 1800 - Bolzano, 25 de diciembre de 1856) fue una princesa de Saboya por nacimiento y la tía y suegra de Víctor Manuel II, el primer rey de la Italia unificada.

## Biografía
Isabel nació en París, hija del príncipe Carlos Manuel de Saboya-Carignano (1770-1800), y de su esposa, la princesa María Cristina de Sajonia (1770-1851), ella misma nieta del rey Augusto III de Polonia. Tenía un hermano mayor, Carlos Alberto, futuro rey de Cerdeña. Su padre se convirtió en el heredero al trono del Reino de Cerdeña, ya que ni Carlos Manuel IV ni su hermano, Carlos Félix, tuvieron herederos.
Cuatro meses después de su nacimiento, el 16 de agosto, su padre murió en prisión en la República francesa. Su viuda, María Cristina, vivió en las cortes de Dresde, París y Ginebra. El príncipe Carlos Alberto recibió el grado de oficial en el ejército de Napoleón Bonaparte. En 1810, la princesa María Cristina se casó con José Maximiliano Thibaut de Montléart, que fue elevado al rango de príncipe del emperador. Después de la caída de Napoleón, el Congreso de Viena reconoció a Carlos Alberto como heredero al trono del Reino de Cerdeña, que en 1817 regresó a Piamonte y se casó con la archiduquesa María Teresa de Austria-Toscana, hija del gran duque Fernando III de Toscana.

## Matrimonio y descendencia
El 28 de mayo de 1820 se casó en Praga con el archiduque Raniero José de Austria, virrey del Reino de Lombardía-Venecia. Tuvieron los siguientes hijos:
- María Carolina (6 de febrero de 1821-23 de enero de 1844), soltera y sin descendencia.
- María Adelaida (3 de junio de 1822-20 de enero de 1855), quien llegaría a ser reina de Cerdeña como la esposa de Víctor Manuel II, desde 1849 rey de Cerdeña.
- Leopoldo (6 de junio de 1823-24 de mayo de 1898), comandante en jefe de la Armada, desde 1865 hasta 1868.[2]
- Ernesto (8 de agosto de 1824-4 de abril de 1899), teniente mariscal de campo.
- Segismundo Leopoldo (7 de enero de 1826-15 de diciembre de 1891), teniente mariscal de campo.
- Raniero Fernando (11 de enero de 1827-27 de enero de 1913), ministro-presidente de Austria de 1861 a 1865.
- Enrique Antonio (9 de mayo de 1828-30 de noviembre de 1891), teniente mariscal de campo.[3]
- Maximiliano Carlos (16 de enero de 1830-16 de marzo de 1839), murió en la infancia.

## La corte virreinal de Milán
La corte de Milán no proporcionaba una responsabilidad administrativa, pero sí deberes ceremoniales. En 1831 el hermano de Isabel, Carlos Alberto, se convirtió en rey. Los Habsburgo buscaron fortalecer las relaciones con ambas partes, y en 1842, la hija mayor del archiduque Raniero, la archiduquesa María Adelaida, se casó con el príncipe Víctor Manuel, hijo de Carlos Alberto.
El mandato del archiduque Raniero finalizó en 1848, con motivo de los movimientos revolucionarios. En enero de 1848, el virrey y su esposa fueron a Viena. El 15 de marzo de 1848, Carlos Alberto declaró la guerra al Imperio austríaco. El 18 de marzo, Milán se levantó contra el mariscal Joseph Radetzky, que fue nombrado gobernador militar, lo que llevó a la victoria del ejército imperial, derrotando al ejército piamontés en la primera guerra de la independencia italiana.
El archiduque Raniero murió en enero de 1853. Isabel le sobrevivió tres años, murió el 25 de diciembre de 1856. Fueron enterrados en la Catedral de Bolzano.
Gracias a su hija, la archiduquesa Adelaida, Isabel es un antepasado de toda la familia real de Italia.

## Distinciones honoríficas
- Dama de la Orden de la Cruz Estrellada ( Imperio austríaco).
- Dama de la Orden de Santa Isabel ( Reino de Baviera).